# الجامعة الإسلامية إشاعة العلوم
الجامعة الإسلامية إشاعة العلوم هي مؤسسة تعليمية تقع في أكل كوا، منطقة ناندوربار، ولاية مهاراشترا، الهند. تأسست عام 1979 على يد الشيخ غلام محمد الوستانوي بهدف الجمع بين التعليم الإسلامي التقليدي والتعليم العصري. تقدم الجامعة برامج أكاديمية متنوعة تشمل الدراسات الإسلامية التقليدية والتخصصات الحديثة مثل الهندسة والطب والصيدلة.

## التاريخ
تأسست الجامعة الإسلامية إشاعة العلوم في عام 1979م كمدرسة صغيرة في مسجد مكراني فلي بمدينة أكل كوا. بدأت بستة طلاب ومعلم واحد فقط، ولكن بفضل جهود مؤسسها الشيخ غلام محمد الوستانوي وفريقه، تحولت المؤسسة إلى جامعة شاملة تضم آلاف الطلاب.

## النهج التعليمي
تتميز الجامعة بنهجها التعليمي الذي يجمع بين التعليم الإسلامي التقليدي والعلوم العصرية. تقدم الجامعة برامج متنوعة تشمل:
- الدراسات الإسلامية التقليدية مثل تحفيظ القرآن الكريم، التجويد، القراءات، والدراسات الشرعية.
- التخصصات العصرية مثل الهندسة، الطب، الصيدلة، والتكنولوجيا.

تهدف الجامعة إلى إعداد الطلاب لأدوار دينية ومهنية تمكنهم من المساهمة في تطوير المجتمع.
- البرامج الأكاديمية
- التعليم الإسلامي

تشمل البرامج الإسلامية:
- قسم تحفيظ القرآن الكريم (الحفظ).
- قسم التجويد والقراءات.
- قسم الدراسات الشرعية (العالمية والفضيلة).
- تخصصات الفقه الإسلامي، الحديث، والدعوة والإرشاد.

### التعليم العصري
بدأ التعليم العصري في الجامعة عام 1993 بتأسيس معهد التدريب الصناعي (ITI)، وشمل لاحقًا:
- مدارس متوسطة باللغة الأردية (من الصف الأول حتى الثاني عشر، بما في ذلك قسم العلوم).
- كليات هندسية تقدم برامج بكالوريوس الهندسة (BE) والدبلوم.
- برامج الصيدلة (دبلوم، بكالوريوس، ماجستير).
- كلية طبية (MBBS) وبرامج تمريض عامة وقابلات (GNM).
- برامج التعليم (B.Ed.) ودبلوم التعليم (D.Ed.).
- مدارس اللغة الإنجليزية (من رياض الأطفال حتى الصف الثاني عشر).

## الخدمات الاجتماعية
إلى جانب التعليم، تشارك الجامعة في مشاريع اجتماعية تشمل:
- بناء المساجد والمدارس والمستشفيات.
- حفر الآبار وتوفير المياه للمجتمعات المحرومة.
- تقديم برامج تدريب مهني في الخياطة، التطريز، البرمجيات، وتجليد الكتب.

ومن أبرز المبادرات: تأسيس المعهد الهندي للعلوم الطبية والبحث (IIMSR) ومستشفى النور في منطقة جالنا.

## قراءة إضافية
- رحمن, عبد الرحمٰن (18 Feb 2019). Denial and Deprivation: Indian Muslims after the Sachar Committee and Rangnath Mishra Commission Reports [الحرمان والإقصاء: المسلمون الهنود بعد تقارير لجنة سچر ولجنة رنغناث ميشرا] (بالإنجليزية). روتليدج. ISBN:978-0-429-60336-5. Archived from the original on 2025-01-23.
- الندوي، سعيد الرحمن الأعظمي (المحرر). "زيارة جامعة إشاعة العلوم بـ "أكل كوا" ومدرسة فلاح الدارين بـ"تركيسر"" [زيارة إلى جامعة إشاعة العلوم في "أكل كوا" ومدرسة فلاح الدارين في "تركيسر"]. مجلة البعث الإسلامي. ج. 39 ع. 1: 94–99. مؤرشف من الأصل في 2024-12-20 – عبر دار المنظومة.